# صموئيل لانكستر جيري
صموئيل لانكستر جيري (بالإنجليزية: Samuel Lancaster Gerry)‏ هو رسام أمريكي، ولد في 10 مايو 1813 في بوسطن في الولايات المتحدة، وتوفي في 1891.